# Alexandre Maspoli
Alexandre Maspoli, né le 29 septembre 1875 à Lausanne (Suisse) et mort le 25 septembre 1943 à Caluire-et-Cuire (métropole de Lyon), est un sculpteur et un athlète français, champion du monde d'haltérophilie.

## Le sportif
Au championnat du monde de 1902 à Londres, Alexandre Maspoli remporte le titre et améliore les records existants et s’affirme supérieur aux Anglais.
Il remporte le championnat de France en 1905 avec, entre autres performances, 130 kilogrammes au jeté. Il remporte une médaille de bronze aux Jeux olympiques d'Athènes de 1906. Il soulève 129,5 kg dans la catégorie poids lourd à deux bras. Lors de ces mêmes jeux, il termine quatrième dans la catégorie poids lourds à un bras et 18e du concours de saut en longueur sans élan. Du 5 au 8 juin 1908, il participe à la 34e fête fédérale de gymnastique à Troyes.

## Le sculpteur

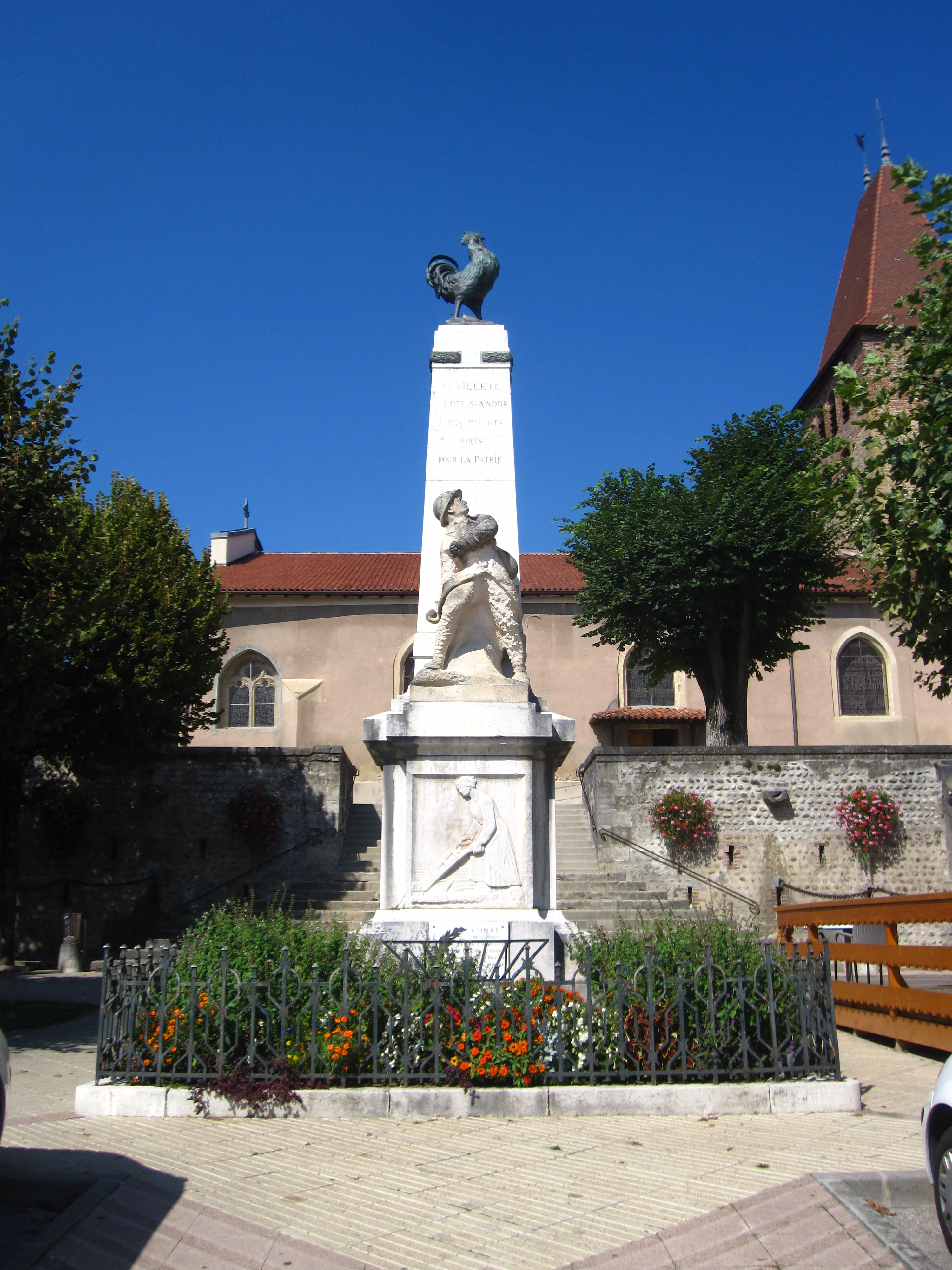
Le Monument aux morts de La Côte-Saint-André (1922).

À la fin du XIXe siècle, le futur sculpteur est le modèle et l'élève du sculpteur français Auguste Rodin,.
Au début des années 1920, Alexandre Maspoli réalise le Monument aux morts d'Arcachon, ainsi que celui des Avenières (Isère), inauguré le 24 octobre 1920. 
En 1922, assisté du sculpteur J. Lesage, Maspoli réalise le Monument aux morts de La Côte-Saint-André. La composition est riche en allégories (coq, poilu, croix de guerre, palmes de la paix) et se distingue par une iconographie atypique qui rappelle le travail des femmes pendant la guerre. En raison de son originalité, ce monument est inscrit au titre des monuments historiques par arrêté du 1er avril 2003.
En 1933, à Sathonay-Camp, il réalise un bas-relief en bronze destiné au Monument du maréchal de Castellane, inauguré en 1934, et marquant l'entrée principale du camp fondé par Castellane. La même année, il exécute Philippidès, l'une des quatre statues destinées au vélodrome du parc de la Tête d'Or à Lyon, dont un fragment sera exposé au salon d'automne de Lyon de 1933. 
À Paris, en 1934, en collaboration avec l'architecte lyonnais Tony Garnier, il érige le Monument à Frantz Reichel, avenue de la Porte-Molitor à Paris. Les éléments en bronze ont été envoyés à la fonte sous le régime de Vichy, puis furent reconstitués en pierre d'après le modèle original en plâtre. 
À Lyon, il est l'auteur du Monument à la gloire de la cavalerie et des cuirassiers, érigé dans la cour d'honneur de la caserne de la Part-Dieu, depuis déplacé rue du Lac à la destruction de celle-ci. On lui doit le buste de l'historien Félix Desvernay (Lyon, musée Gadagne, 1928), ainsi qu'un Monument à Julien Barbero (1938), ami du sculpteur, officier de la Légion d'honneur, député et conseiller général du Rhône, adjoint au maire de Lyon, à l'angle des rues Waldeck-Rousseau et Cuvier.
En 1941, il exécute le médaillon en bronze ornant le tombeau de Louis-Paul Mouterde (1907-1941) à Lyon au cimetière de Loyasse.

Œuvres d'Alexandre Maspoli
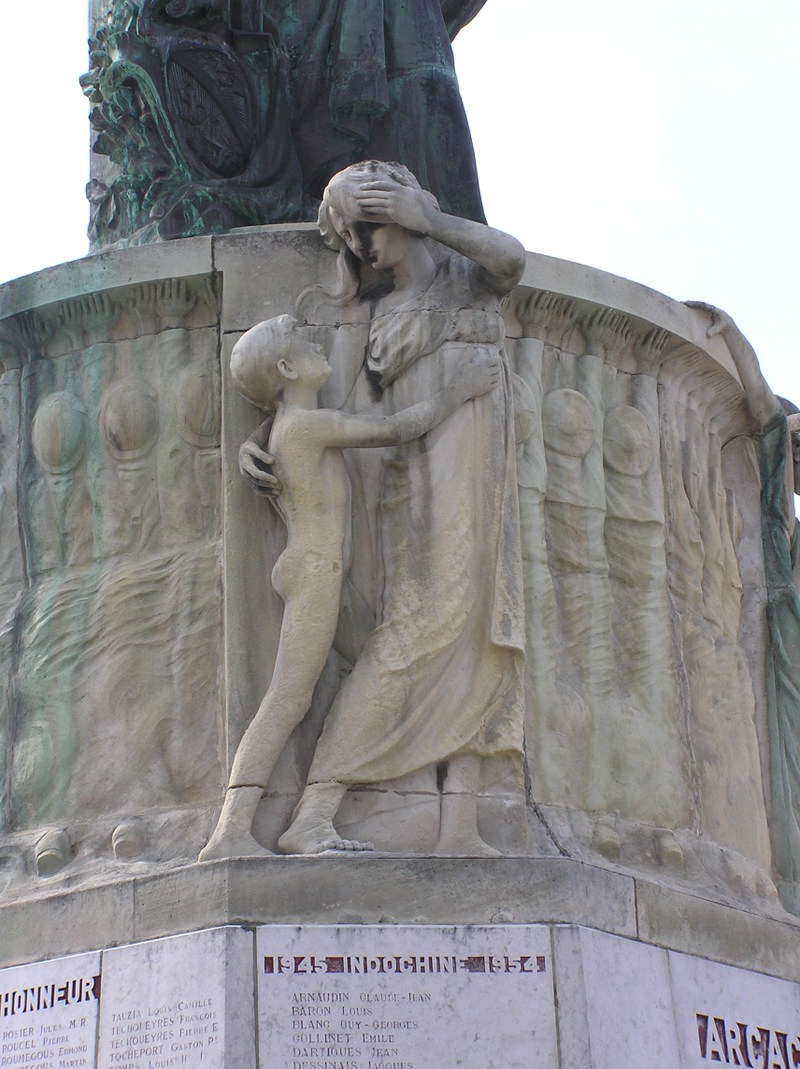
Monument aux morts d'Arcachon (1924, détail).
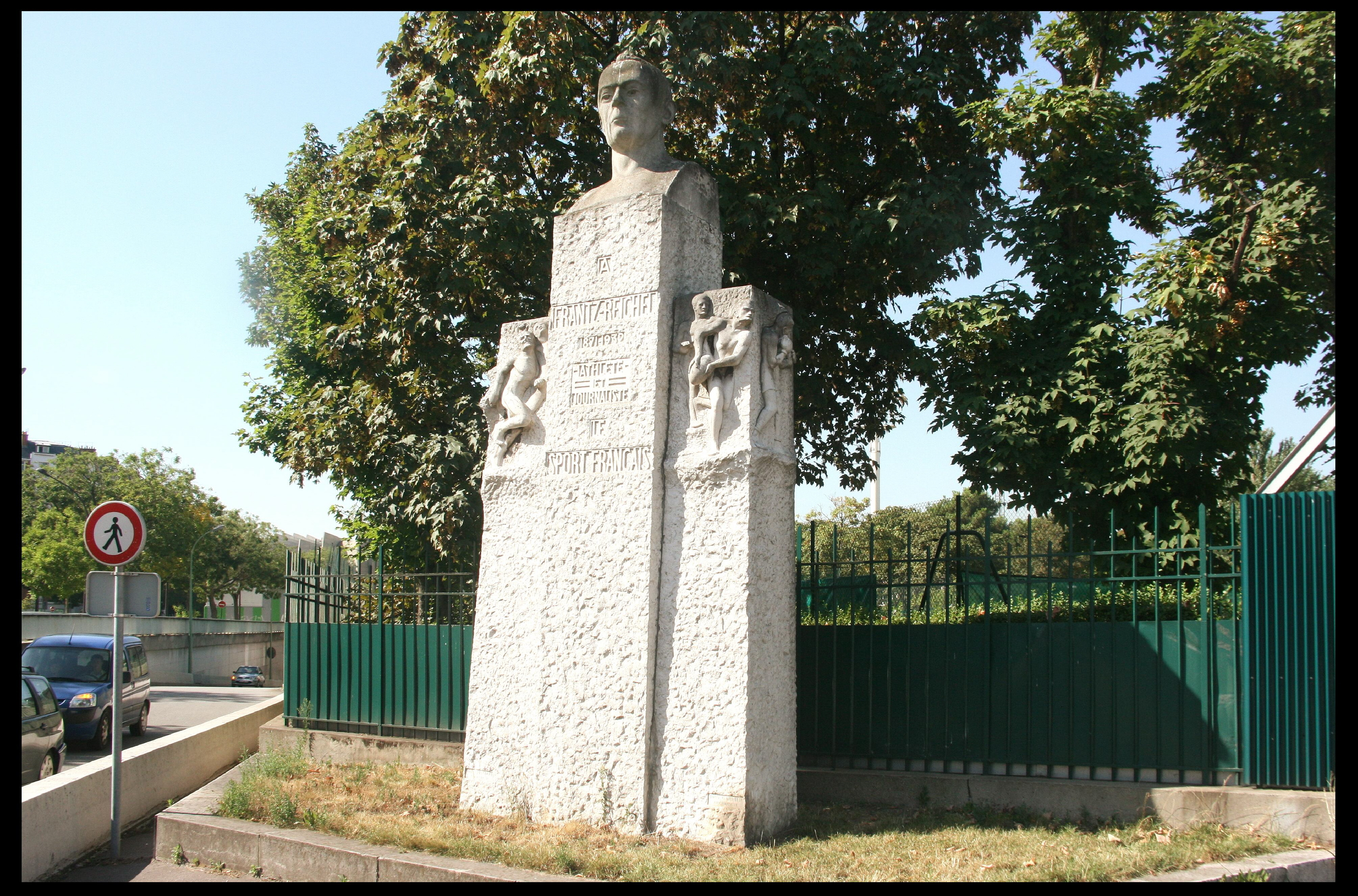
Monument à Frantz Reichel (1934), Paris, avenue de la Porte-Molitor.
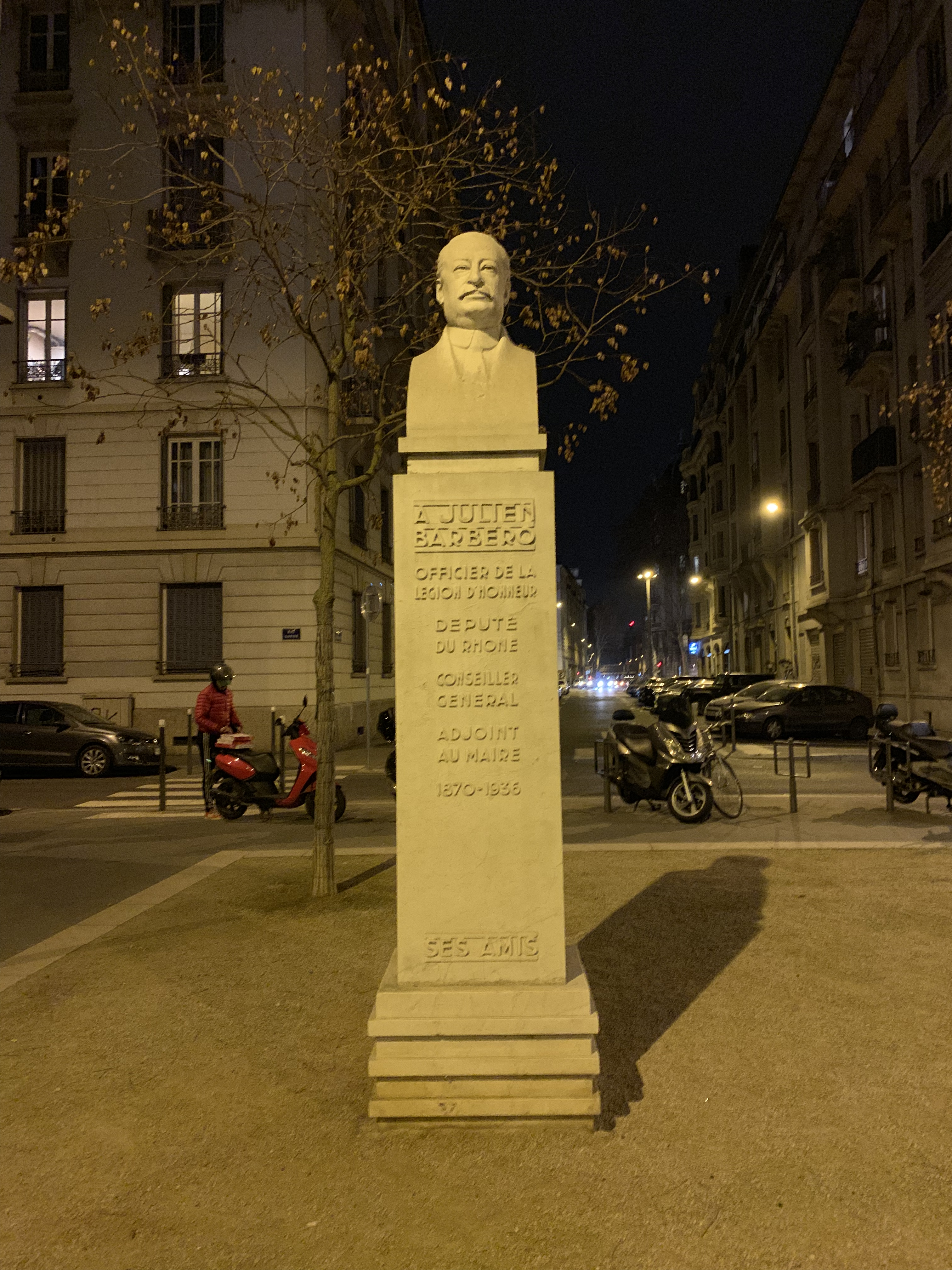
Monument à Julien Barbero, (1938), Lyon
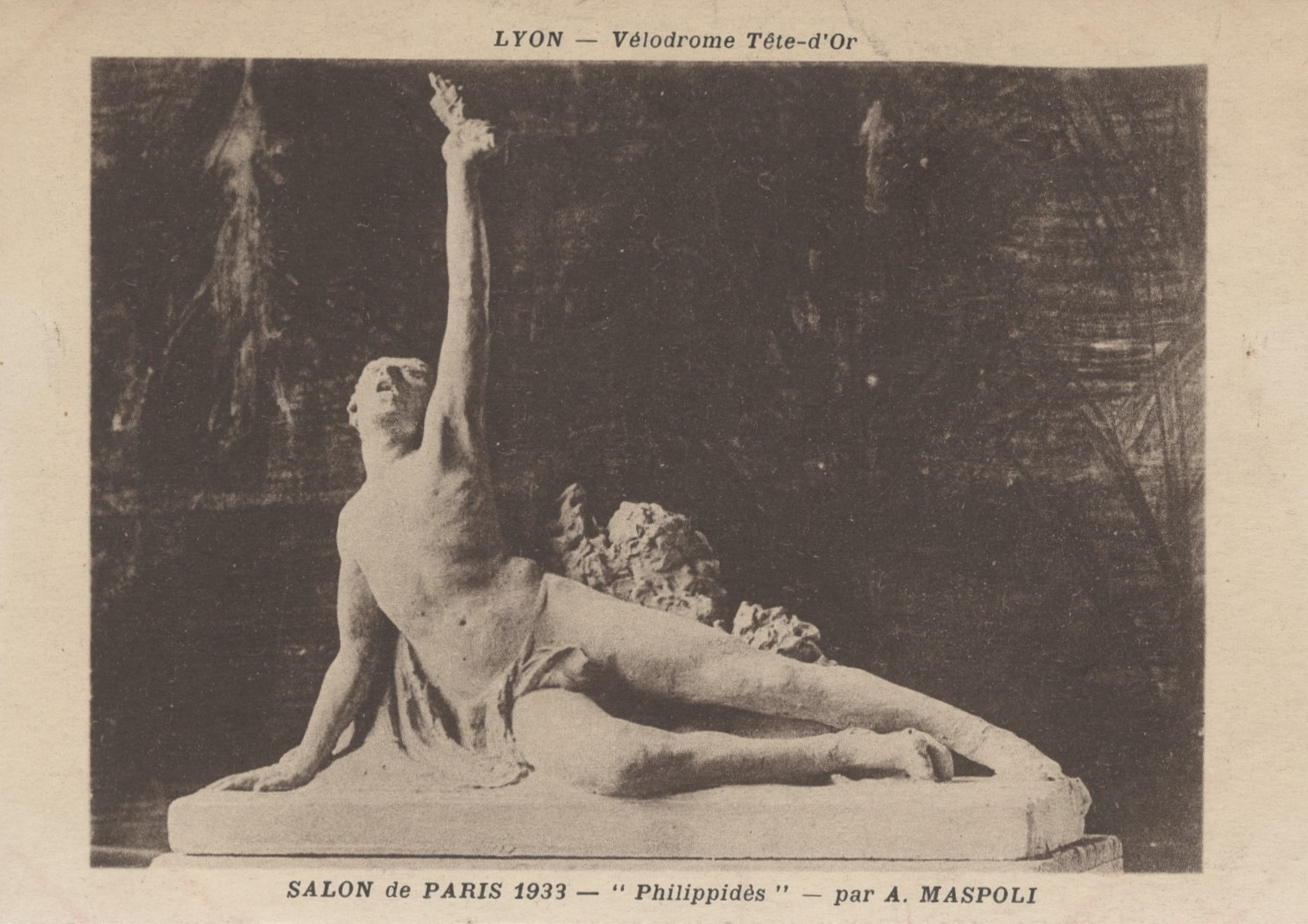
L'une des 4 statues du mur d'enceinte du vélodrome, représentant Philippidès, coursier athénien après son exploit à Marathon, par A. Maspoli : carte postale (s.d., cote : 4FI/553)
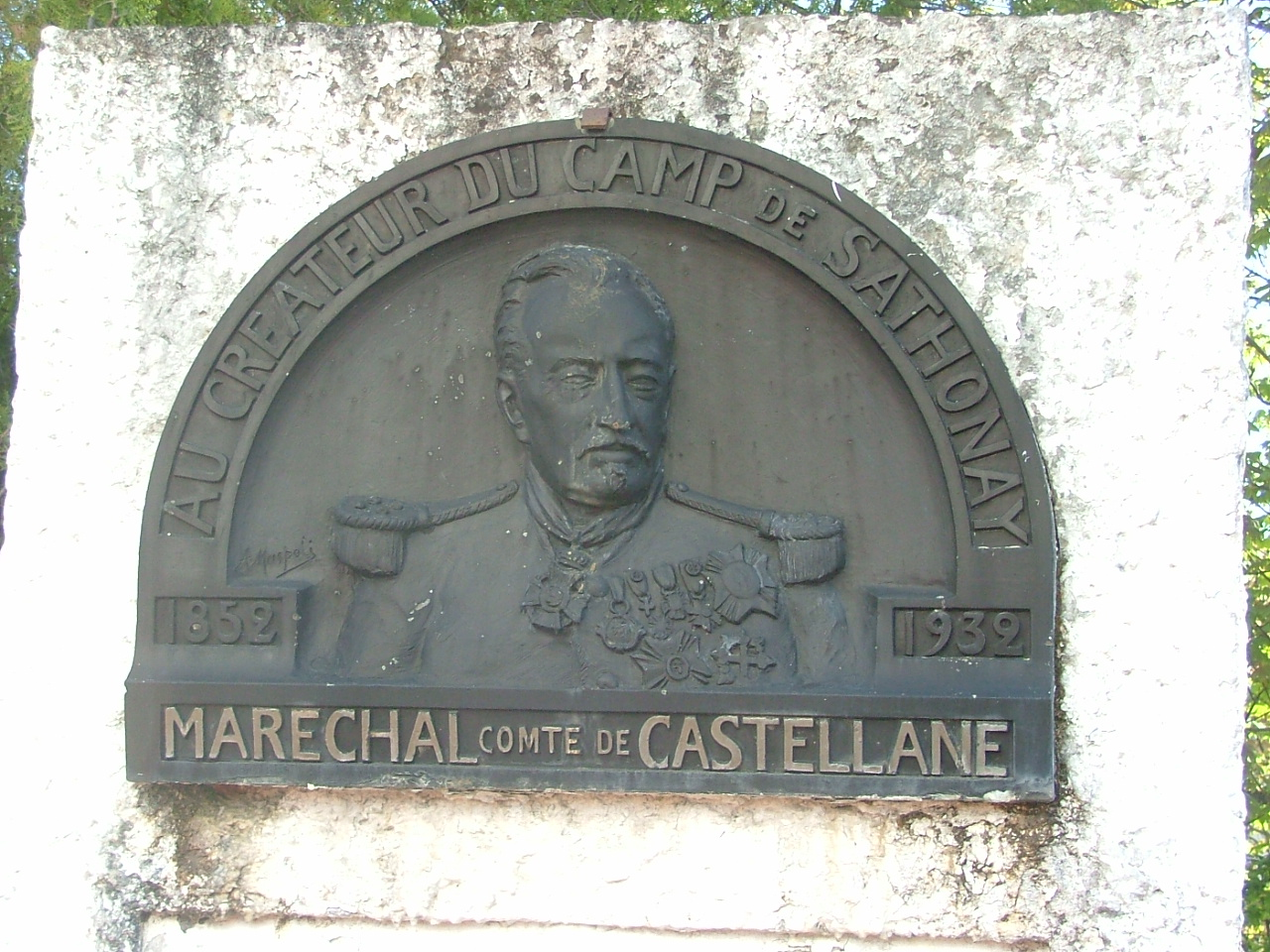
Le maréchal de Castellane, créateur du camp de Sathonay.

## Récompenses et hommages
- Grand Prix de la Presse Sportive en 1934.
- Alexandre Maspoli est enterré au cimetière de Caluire-et-Cuire dans le Rhône, sa tombe est ornée d'un médaillon représentant un haltérophile probablement de sa main. Cette sépulture porte l'épitaphe suivante :

« Athlète incomparable, artiste de grand talent, Alexandre Maspoli symbolisa la force et servit la beauté. Sous cette dalle, il repose. la France sportive et ses amis ne l'ont pas oublié »